# 阿塔爾湖
50°41′50″N 8°28′30″E / 50.69722°N 8.47500°E

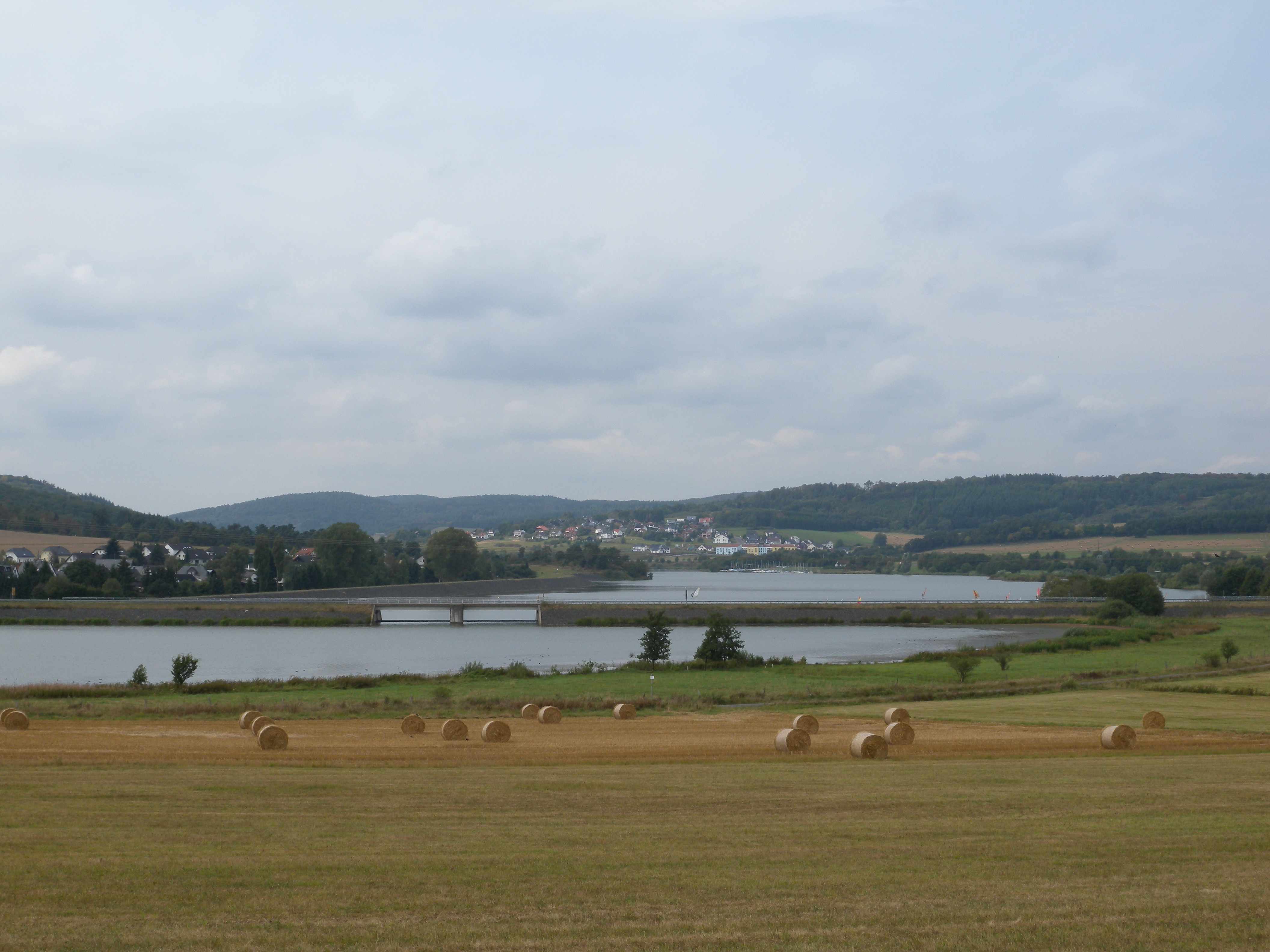

阿塔爾湖（德語：Aartalsee），是德國的水庫，位於該國中部，由吉森行政區負責管轄，處於蘭-迪爾縣，距離吉森15公里，落成於1991年，面積0.57平方公里，海拔高度270米。